# Евмений (Михеев)
Епи́скоп Евме́ний (в миру Евге́ний Ива́нович Михе́ев; 17 мая 1942, Кандалакша, Мурманская область) — епископ Русской православной старообрядческой церкви, епископ Кишинёвский и всея Молдавии.

## Биография
Родился 17 мая 1942 года в Кандалакше Мурманской области в старообрядческой семье.
В 1954 года переехал в посёлок Шувое Егорьевского района Московской области, где жила его бабушка Варвара Михайловна. По собственному признанию: «После войны, в Шувое, мы с ровесниками ходили в храм. И каких-то особых гонений уже в то время мы не чувствовали. Возможно, дело было в том, что председателем сельсовета в то время был старообрядец, да и все жители посёлка были старообрядцами или происходили из их семей. И все друг друга поддерживали. А секретарь сельского совета так вообще помогала моему деду в его делах, помогала со справками, когда нужно было куда-то ему поехать для совершения треб».
По окончании школы, в 1959 года, поступил в Егорьевское ремесленное училище, где овладел профессией столяра, несколько лет проработал на шувойской фабрике. Посещал храмы в Шувое и Егорьевске.
С 1967 года исполнял обязанности уставщика в старообрядческом храме Рожества Пресвятыя Богородицы в Орехово-Зуеве. В декабре 1967 года был рукоположен во чтецы.
В 1968 году в Неделю о Фоме чтец Евгений венчался с девицей Евгенией Михайловной Куликовой, а 25 августа рукоположен в сан диакона. В том же году на праздник Рожества Пресвятыя Богородицы по благословению епископ Кишинёвский и всея Молдавии Никодим (Латышев) рукоположил диакона Евгения в сан священника. Назначен настоятелем на приход в город Верею Московской области, где и служил на протяжении 36 лет.
В 1971 году приглашён епископом Анастасием (Кононовым) на временное служение в Покровский кафедральный собор в Москве. Служение это, однако, продлилось более 33 лет. Как отмечалось в 2002 году: «он по праву считается „рогожским“ служителем, поскольку на протяжении нескольких десятилетий — и по сей день — безропотно несёт на своих плечах череду рогожского священнослужения. Пожалуй, именно он и сегодня имеет более всего духовных чад среди Рогожских прихожан». В 1999 году овдовел.
20 октября 2004 года на Освящённом соборе РПСЦ избран кандидатом в епископы, а 21 октября там же утверждён кандидатом на замещение вакантной Кишинёвской епископской кафедры.
17 ноября 2004 года в Покровском кафедральном соборе на Рогожском кладбище в Москве епископ Киевский и всея Украины Саватий (Козко) совершил иноческий постриг иерея Евгения Михеева с наречением имени Евмений.
2 января 2005 года в Покровском соборе на Рогожском кладбище в Москве рукоположен в сан епископа на Кишинёвскую епархию Русской православной старообряческой церкви. Хиротонию совершили: митрополит Московский и всея Руси Андриан (Четвергов), епископ Новосибирский Силуян (Килин) и епископ Уссурийский Герман (Савельев). В субботу 5 февраля 2005 года прибыл на Кишинёвскую кафедру.

## Семья
- Прадед — Семион Феодорович Михеев, первый председатель старообрядческой общины села Рытово Вязниковского уезда Владимирской губернии.
- Дед — протоиерей Пётр Семёнович Михеев. Родился в селе Рытово. Во времена советских гонений около двух лет, будучи священником, вынужден был скрываться в погребах родного села. В 1930-е годы советы делали на него регулярные облавы, но безуспешно. Был благочинным по Московской области. Умер 25 ноября 1953 года.
- Жена — Евгения (ум. 1999)[5]
- отец пятерых детей, из них двое стали священниками
  - иерей Алексий служит в храме святителя Николы в селе Устьяново Орехово-Зуевского района
  - иерей Иоанн служит в храме Покрова Пресвятыя Богородицы города Вереи